# یواس‌اس تامپسون (دی‌دی-۳۰۵)
یواس‌اس تامپسون (دی‌دی-۳۰۵) (به انگلیسی: USS Thompson (DD-305)) یک کشتی بودY4 ft 4 in (95.8 m)بود. این کشتی در سال ۱۹۱۹ ساخته شد.